# Gaspard-Séverin Duchastel
Pour les articles homonymes, voir Duchastel.
Gaspard-Séverin Duchastel, né le 20 février 1766 à Cersay (généralité de Poitiers, actuel département des Deux-Sèvres), mort le 10 brumaire an II (31 octobre 1793) à Paris, est un homme politique de la Révolution française. 

## Biographie

### Sa famille
Il est le fils de François Duchastel (1734-1788), sieur de La Pinarderie, est pourvu dès le 13 août 1760 de l’office anoblissant de président trésorier de France au bureau des finances de la généralité de Poitiers qu'il exerce jusqu'en 1781. 
Les Duchastel, du Châtel ou bien encore du Chastel sont une ancienne famille de Chouzé-sur-Loire. Il est le cousin de Louis Claude du Chastel, un officier d'armée qui fait toutes les guerres de la Révolution et les guerres de l’Empire. 
Duchastel fait des études à Poitiers. Il est ensuite admis, en 1786, dans les gardes du corps du roi.

Son père, François Duchastel meurt le 23 mars 1788 et il se retrouve sieur de La Pinarderie, de La Serre et de la seigneurie de Bouillé-Saint-Paul avec ses dépendances : Rochefou et le clos de La Relandière. Dès ce décès il démissionne et vient habiter à Cersay pour s’occuper d’agriculture.

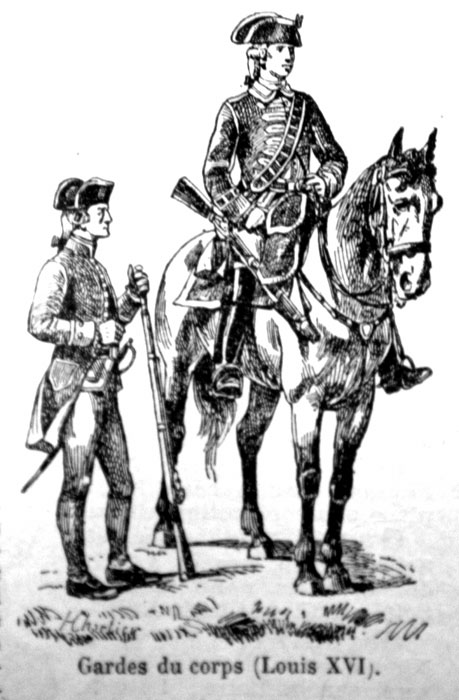
Gardes du corps de Louis XVI.

### Mandat à la Convention
La monarchie constitutionnelle, mise en application par la constitution du 3 septembre 1791, prend fin à l'issue de la journée du 10 août 1792 : les bataillons de fédérés bretons et marseillais et les insurgés des faubourgs de Paris prennent le palais des Tuileries. Louis XVI est suspendu et incarcéré, avec sa famille, à la tour du Temple.   
En septembre 1792, Gaspard-Séverin Duchastel est élu député du département des Deux-Sèvres, le quatrième sur sept, à la Convention nationale.   
Il siège sur les bancs de la Gironde. Lors du procès de Louis XVI, il ne participe pas aux deux premiers appels nominaux, relatifs à la culpabilité du roi et à l'appel au peuple, ni au quatrième appel, relatif au sursis à l'exécution de la peine. Il se présente au troisième appel nominal après l'appel des députés des Deux-Sèvres et vote « le bannissement ». Son scrutin est validé malgré les protestations de Pierre Joseph Duhem (député du Nord) et de Laurent Lecointre (député de Seine-et-Oise).   
Le 13 avril 1793, il vote en faveur de la mise en accusation de Jean-Paul Marat. Celui-ci le dénonce, le 9 mai, dans son journal, comme membre de la « faction des hommes d’État ». Le 28 mai, il vote en faveur du rétablissement de la Commission des Douze.   
Le 28 mai, Duchastel est élu représentant en mission près l'armée du Nord, mais face aux protestations des députés de la Montagne, comme Jean-Marie Collot d'Herbois ou Georges Danton, il décline la mission.   
Le 15 juin, sur motion de Théophile Berlier (député de la Côte-d'Or), membre du Comité de Salut public, Duchastel est décrété d'accusation pour avoir quitté Paris et tenté de soulever les départements de l'ouest de la France contre la Convention. Le 8 octobre, Duchastel est arrêté à Bordeaux par Claude-Alexandre Ysabeau (député d'Indre-et-Loire), représentant en mission près l'armée des Pyrénées occidentales. Il est déferré devant le tribunal révolutionnaire et condamné à mort. Il est exécuté le 10 brumaire an II (le 31 octobre 1793) aux côtés de dix-neuf autres députés de la Gironde.   

### Jugements contemporains et postérieurs
Dans ses mémoires, Jean-Baptiste Louvet (député du Loiret), Girondin proscrit à l'issue des journées du 31 mai et du 2 juin, évoque Duchastel lors de leur cachette à Quimper : 
C'était un jeune homme intrépide que Duchastel ; mais sa légèreté, son imprudence, allaient jusqu'à la témérité. En ce moment, par exemple, il [...] ne cachait à personne qu'il était député et proscrit [...]. 
Alphonse de Lamartine, dans l'Histoire des Girondins, attribue à Duchastel des traits avantageux : 
Carra, député de Saône-et-Loire à la Convention, était assis à côté de Duchastel. L'expression commune et désordonnée de sa physionomie, son corps courbé, sa tête grosse et lourde, ses habits négligés, qui rappelaient le costume de Marat, contrastaient avec la stature et avec la beauté de Duchastel. 

## Sources
- « Gaspard-Séverin Duchastel », dans Adolphe Robert et Gaston Cougny, Dictionnaire des parlementaires français, Edgar Bourloton, 1889-1891 [détail de l’édition]